# Fédération internationale de l'automobile
« FIA » redirige ici. Pour les autres significations, voir FIA (homonymie).
Pour l’article homonyme, voir Automobile Club.

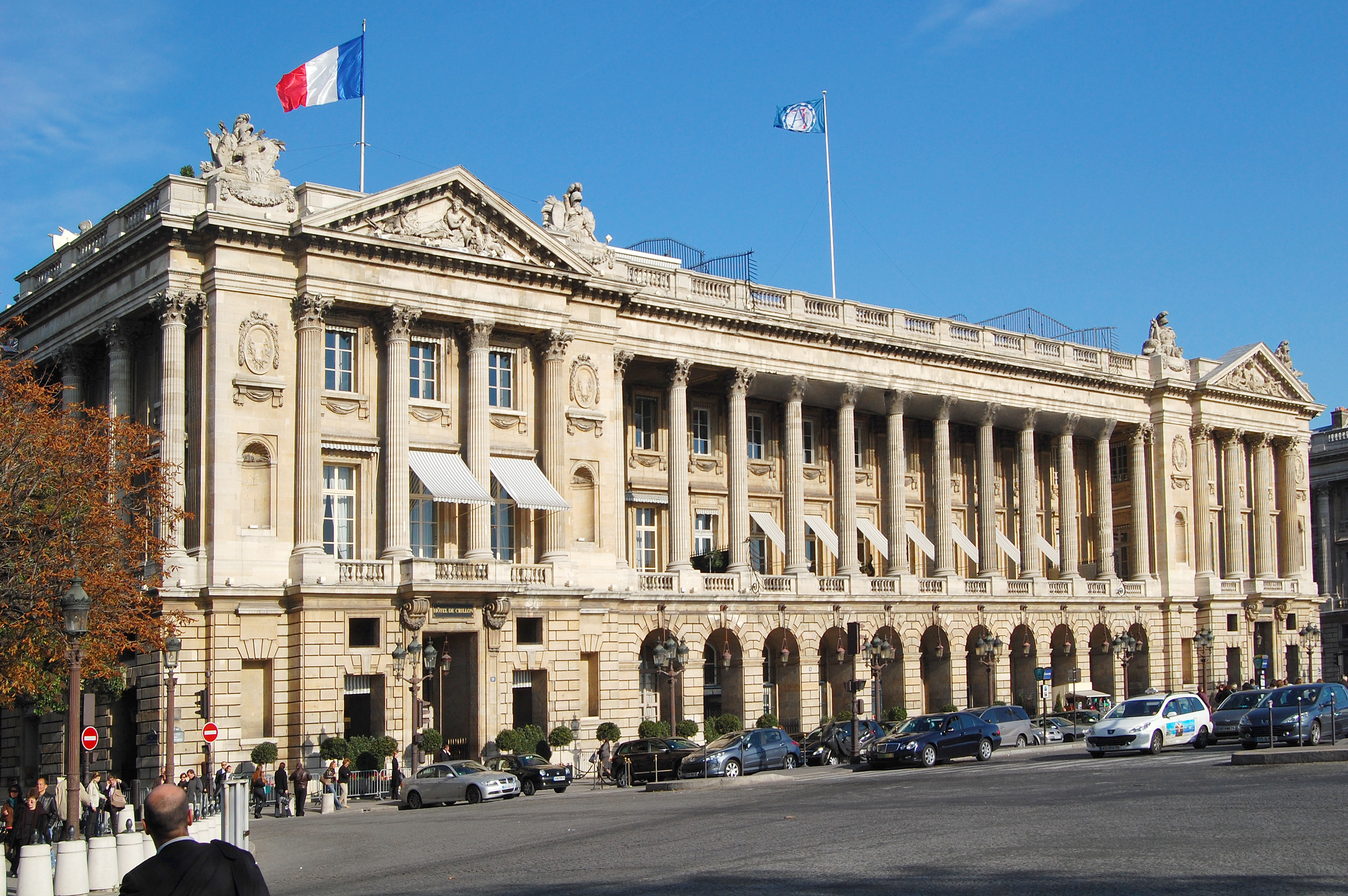
Siège de la FIA à Paris en France

La Fédération internationale de l'automobile (FIA) est une organisation à but non lucratif qui regroupe 240 membres dans 144 pays. Son siège est situé au 8 place de la Concorde à Paris, en France. Créée en 1904, elle est surtout connue pour sa gestion des plus importantes épreuves de course automobile mondiales, mais son étendue est bien plus large puisqu'elle concerne l'automobile, les routes, la mobilité, l'environnement, la sécurité routière.
Le président de la FIA est l'émirien Mohammed Ben Sulayem, ancien pilote du championnat du monde des rallyes, depuis 2021.

## Histoire
L'Association internationale des automobile-clubs reconnus (AIACR) est fondée à Paris le 20 juin 1904 à l'initiative de l'Automobile Club de France (ACF) dans ses locaux de la place de La Concorde. Le 7 décembre 1922, l'AIACR crée en son sein la Commission sportive internationale (CSI) plus spécialement chargée de l'organisation des courses. Le 20 juin 1946, l'AIACR change de nom et devient la « Fédération internationale de l'automobile » (FIA). La CSI subsiste, toujours chargée de l'organisation et de la régulation du sport automobile international. En 1978, la CSI change de nom et devient la « Fédération internationale du sport automobile » (FISA), toujours intégrée au sein de la FIA. L'AIACR, à travers la CSI, organise entre 1925 et 1939 le championnat du monde des manufacturiers, puis le championnat d'Europe des pilotes de Grand Prix.
À partir de 1946, la Fédération internationale de l'automobile (FIA) réorganise les catégories en codifiant les Formules de course, la Formule 1 en 1946 et la Formule 2 en 1947. En 1950, la FIA lance un nouveau championnat du monde qui prend officiellement le nom de « championnat du monde de Formule 1 ». En 1953, le championnat du monde des voitures de sport est créé, regroupant les épreuves d'endurance de voitures de sport et de sport-prototypes. Cette compétition est la deuxième plus prestigieuse après celle de Formule 1.
En 1973, elle étend son domaine au rallye avec le Monte-Carlo. Entre 1922 et 1993, la Commission sportive internationale (CSI), rebaptisée « Fédération internationale du sport automobile » (FISA) en 1978, furent les commissions auxquelles étaient déléguées les organisations des courses automobiles.
Une restructuration de la FIA en 1993 conduit à la disparition de la FISA, en vertu de la gestion directe de la FIA. À partir de 2012, un nouveau championnat du monde d'endurance fait revivre le championnat des voitures de sport disparu en 1993. En 2014, le championnat du monde de rallycross devient le cinquième championnat du monde FIA.
Dans son histoire récente, la FIA a élevé au statut de championnat du monde deux de ses séries emblématiques, la Formule E, créée en 2014, et le Championnat du Monde de Rallye-Raid, organisé conjointement avec la FIM, héritage de la Coupe du monde des rallyes tout-terrain créée en 1993.

## Compétitions sportives
La Fédération internationale de l'automobile est chargée de l'organisation et de la certification de nombreuses compétitions à travers le monde.

## Champions du Monde actuels
| Saison | Série                                  | Sigle | Championnats Pilote / Copilotes                | Championnats Constructeur / Équipe |
| ------ | -------------------------------------- | ----- | ---------------------------------------------- | ---------------------------------- |
| 2024   | Championnat du monde de Formule 1      | F1    | Max Verstappen                                 | McLaren                            |
| 2024   | Championnat du monde des rallyes       | WRC   | Thierry Neuville Martijn Wydaeghe (Copilote)   | Toyota Gazoo Racing                |
| 2024   | Championnat du monde d'endurance       | WEC   | André Lotterer Laurens Vanthoor Kévin Estre    | Toyota Gazoo Racing                |
| 2024   | Championnat du monde de rallycross     | WRX   | Johan Kristoffersson                           | KMS - HORSE Powertrain             |
| 2025   | Championnat du monde de Formule E      | FE    | Oliver Rowland                                 | TAG Heuer Porsche                  |
| 2024   | Championnat du monde des rallyes-raids | W2RC  | Nasser Al-Attiyah Édouard Boulanger (Copilote) | Toyota Gazoo Racing                |

## Présidents
Parmi ses présidents, on compte le Français Jean-Marie Balestre à l'époque où Alain Prost fut sacré champion du monde de F1. Son président actuel est Mohammed Ben Sulayem. Il a été élu le 17 décembre 2021 et succède ainsi à Jean Todt. Le cardinal Renato Martino, connu pour avoir promulgué les « dix commandements de l'automobile », a servi à titre de représentant du Saint-Siège au sein de la FIA.

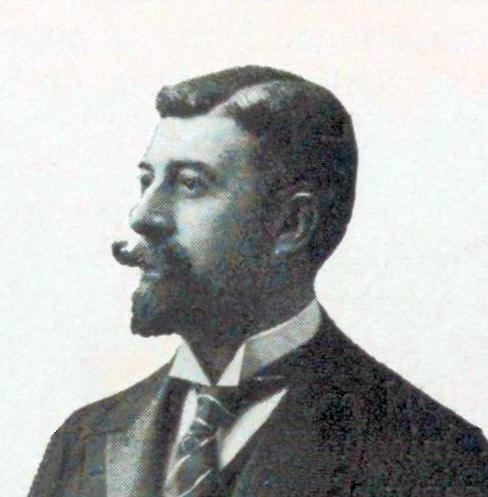
Étienne van Zuylen van Nyevelt 1904-1931 (27 ans).
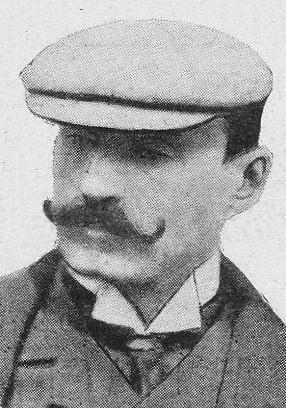
Robert de Vogüé 1931-1936 (5 ans).
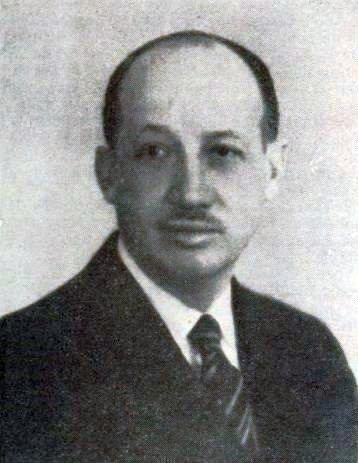
Jehan de Rohan-Chabot (pl) 1936-1958 (22 ans).
Hadelin de Liedekerke Beaufort 1958-1963 (5 ans).
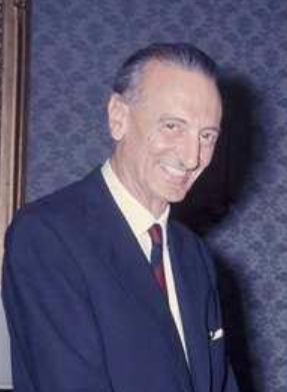
Filippo Caracciolo di Castagneto 1963-1965 (2 ans).
Wilfrid Andrews 1965-1971 (6 ans).
Amaury de Merode 1971-1975 (4 ans).
Paul von Metternich-Winneburg 1975-1985 (10 ans).
Jean-Marie Balestre 1985-1993 (8 ans).
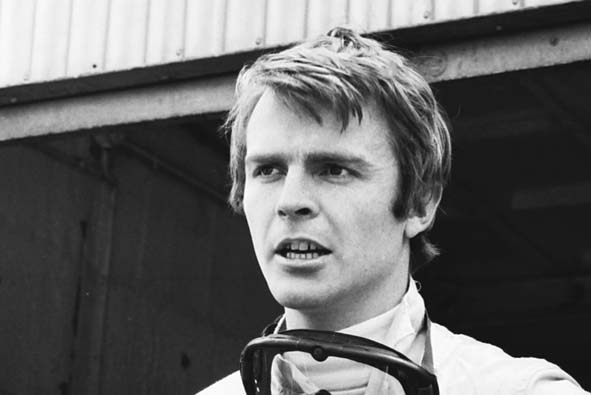
Max Mosley 1993-2009 (16 ans).
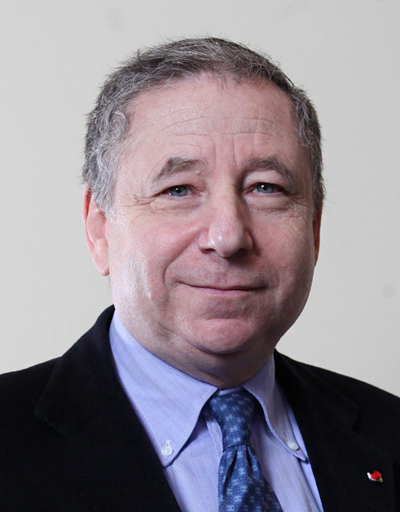
Jean Todt 2009-2021 (12 ans).
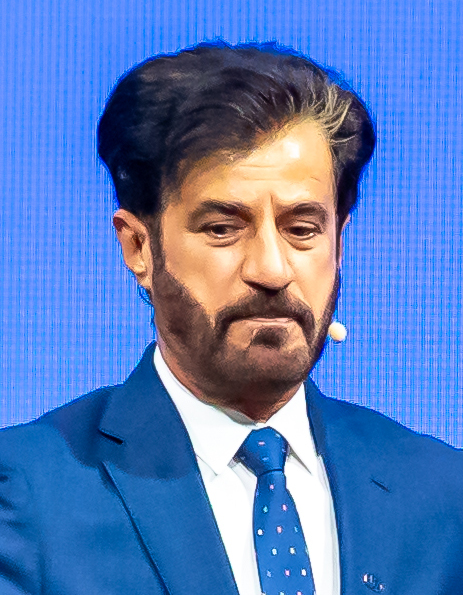
Mohammed Ben  Sulayem 2021-en cours.

## Formation
La FIA forme également des jeunes pilotes automobiles, notamment avec le FIA Institute Young Driver Excellence Academy (Institut de formation des jeunes pilotes).

## Financement
Financée essentiellement par des dons privés[réf. nécessaire].

### Ressources
Les ressources de la FIA proviennent :
- des cotisations annuelles versées par ses membres ;
- des rentes et intérêts de tout bien meuble ou immeuble que la FIA pourra posséder ;
- de tous droits et taxes que le Comité et l'Assemblée générale décideraient de percevoir ;
- des ressources provenant directement ou indirectement des activités sportives, y compris des championnats FIA ;
- des ressources provenant directement ou indirectement des activités de la mobilité automobile et tourisme.

### Cotisations
Les membres de la FIA paient une cotisation annuelle, celle-ci est payable le 31 mars de chaque année. Son taux est fixé par l'assemblée générale annuelle.

## Membres
Les membres sont présentés sur le site officiel de la FIA.

## FIA Hall of Fame
Créé le 4 décembre 2017, le temple de la renommée de la FIA distingue chaque année les grands noms du sport automobile. À ce jour, seuls les champions du monde de Formule 1, de rallye et d'endurance ont reçu ce privilège.

## Jeux vidéo
Un certain nombre de jeux vidéo furent développés à partir des années 1990, sous licence officielle de la FIA :
- F-1 Grand Prix (1991)
- F1 World Championship Edition (1995)
- Série Formula One (depuis 1996)
- F1 Manager (2000, depuis 2022)
- Série World Rally Championship (depuis 2001)
- GTR 2: FIA GT Racing Game (2006)
- Race: The Official WTCC Game (2006)
- GTR 3: FIA GT Racing Game (2020)
- Le Mans Ultimate (2024)